# Glaciar Romanche
El glaciar Romanche es un glaciar de la cordillera Darwin situado en el parque nacional Alberto de Agostini, en la región de Magallanes y Antártica Chilena, Chile. Un torrente del glaciar desemboca en un fiordo en cascada el brazo del Noroeste del canal Beagle. Se encuentra enfrentado a la isla Gordon.
Lleva el nombre del barco de la marina francesa La Romanche de la expedición científica francesa al Cabo de Hornos (1882-1883) al mando del capitán Louis-Ferdinand Martial.
En febrero de 1899, en su viaje a la Patagonia Austral para realizar el llamado "Abrazo del Estrecho", el presidente de Argentina Julio A. Roca, a bordo del ARA 9 de Julio, realiza una excursión al glaciar.